# Bahía Cordovez
Die Bahía Cordovez (englisch; in Argentinien Bahía González) ist eine an ihrer Einfahrt 3 km breite Nebenbucht der Wilhelmina Bay an der Danco-Küste des Grahamlands im Norden der Antarktischen Halbinsel. Sie liegt zwischen dem Daedalus Point im Norden und dem Lana Point im Süden. Ihr vorgelagert ist die Brooklyn-Insel.
Chilenische Wissenschaftler benannten sie nach dem chilenischen Hydrographen Enrique Cordovez Madariaga (1895–1965), der 1943 auf der Primero de Mayo als Gastwissenschaftler an einer argentinischen Antarktisexpedition teilgenommen hatte. Der Namensgeber der argentinischen Benennung ist nicht überliefert.